# Joso Jurkovič
Joso Jurkovič, slovenski pravnik in pedagog, * 1888, Colnarji, † 1940.
Joso Jurkovič je doktoriral na Pravni fakulteti v Ljubljani leta 1927 in bil od leta 1931 predavatelj upravnega prava na isti fakulteti.

## Nazivi
- docent: 1931
- izredni profesor: 1933
- redni profesor: 1937